# 1091
Anul 1091 (MXCI) a fost un an al calendarului iulian.

## Evenimente
- 2 februarie: Regele William al II-lea Rufus al Angliei invadează Normandia, împotriva fratelui său Robert I Courteheuse; cei doi ajung la pace, după care asediază în comun Mont Saint-Michel, apărat de fratele lor Henric Beauclerc, care pierde Contentin și scapă doar fugind în exil.
- 26 martie: Almoravizii pătrund în Córdoba.
- 28 martie: Deschiderea conciliului de la Benevento, convocat de papa Iuliu al II-lea; se interzice alegerea unui episcop care să nu fi fost anterior preot sau diacon.
- 11 aprilie: Împăratul Henric al IV-lea cucerește Mantova de la contesa Matilda.
- 29 aprilie: Bătălia de la Levounion. Reveniți după un asediu nereușit asupra Constantinopolului, triburile pecenegilor sunt înfrânte în mod decisiv de către împăratul Alexios I Comnen, sprijinit de cumani; pericolul peceneg este definitiv înlăturat pentru Bizanț.
- 10 mai: Almoravizii ocupă Carmona, în Spania, și se îndreaptă către Sevilla.
- 28 iunie: Printr-o bulă a papei Urban al II-lea, Corsica intră sub stăpânirea Pisei.
- 18 iulie: Regele William al II-lea Rufus al Angliei și ducele Robert I Courteheuse de Normandia încheie o înțelegere, prin care se declară reciproc ca succesori.
- 14 august: Moaștele Sfântului Teodosiu sunt strămutate la Kiev, unde se dezoltă un cult local al său.
- 6 septembrie: Sevilla capitulează în fața almoravizilor; al Mutamid ibn Abbad este dus în Maroc de către învingători.
- 23 octombrie: Este consemnată o tornadă în Anglia, care distruge Turnul Londrei.

### Nedatate
- februarie: Guvernatorul Ciprului, Rhapsomates, se răscoală împotriva împăratului Alexios I Comnen.
- februarie: Prin cucerirea localității Noto, se încheie cucerirea Siciliei de către normanzii conduși de Roger de Hauteville de la conducătorii zirizi.
- iulie: Veneția obține noi privilegii în Imperiul bizantin.
- Al-Mansur ben al-Asir transferă capitala statului hammadid din Algeria de la Al Qal'a la Bougie, în fața amenințărilor berberilor.
- După căderea Sevillei în mâinile almoravizilor, conducătorul maur din Badajoz, al-Mutawakkil ibn al-Aftas, cere sprijinul Castiliei împotriva almoravizilor, cedând în schimb regelui Alfonso al VI-lea pozițiile musulmane de pe râul Tago (Sintra, Santarem și Lisabona).
- Henric Beauclerc, un alt fiu al regelui William I al Angliei, se revoltă împotriva fratelui său William al II-lea, însă încercarea sa de a ocupa tronul Angliei eșuează.
- Regele Ladislau I al Ungariei ocupă Slavonia (teritoriul dintre Drava și Sava), în Croația, și îl impune pe fiul său Almos la conducere.
- Ultima răscoală păgână consemnată în Rusia, la Rostov.

## Arte, Știință, Literatură și Filozofie
- Este construit castelul din Cardiff.

## Înscăunări
- Godred Crovan, rege irlandez în Dublin și Leinster (1091-1095).

## Nașteri
- Foulques al V-lea, conte de Anjou (d. 1143).

## Decese
- 5 aprilie: Iordan I, conte normand de Capua (n.c. 1046)
- 17 iunie: Dirk al V-lea, conte de Olanda (n. 1052)
- 8 august: Altmann de Passau, episcop și teolog german (n. 1015)